# Судьбинин, Серафим Николаевич
Серафим Николаевич Судьбинин (настоящая фамилия — Головастиков; 1867, Нижний Новгород — 1944, Париж) — актёр, художник и скульптор.

## Биография
Родился 21 марта 1867 года в Нижнем Новгороде. Происходил из нижегородских купцов Головастиковых, старообрядцев беспоповского толка, вышедших из крепостных крестьян села Богородское Горбатовского уезда Нижегородской губернии. Когда-то семья была весьма богатой, но к рождению Серафима Николаевича уже изрядно обеднела. Дед Головастикова был художником-иконописцем.
Детство С. Н. Головастиков провел вместе с братом и матерью в доме 45 по улице Тихоновской в Нижнем Новгороде. Затем работал телеграфистом. В свободное время участвовал в любительских спектаклях. Поступил в труппу Д. А. Бельского, антрепренёра Нижегородского театра в 1881—1891 годах; выступал под псевдонимом Судьбинин. В 1892 году вместе с Д. А. Бельским уехал из Нижнего Новгорода в Астрахань, выступал в труппах провинциальных театров.
В мае 1898 года поступил в первый состав труппы Московского художественного театра, участвовал в самом первом спектакле театра («Царь Фёдор Иоаннович»), где играл попеременно князя Шуйского и князя Мстиславского. Был занят практически во всех основных спектаклях театра («Антигона», «Двенадцатая ночь», «Мещане», пьесы Ибсена, Гауптмана и др.). В пьесе «На дне» поочередно с К. С. Станиславским исполнял роль Сатина.
Одновременно занимался рисованием, лепкой, фотографией. Первая известная работа С. Н. Судьбинина — статуэтка Станиславского в роли доктора Штокмана, героя одноимённой пьесы Г. Ибсена — была подарена С. Н. Судьбининым А. М. Горькому и украшала рабочий кабинет писателя. В настоящее время хранится в Нижнем Новгороде в Музее-квартире А. М. Горького.
После поездки в Париж в 1904 году С. Н. Судьбинин окончательно решил стать скульптором, хотя ещё какое-то время выступал на сцене. Неоднократно выставлял свои работы на художественных выставках в Москве. Благодаря денежной помощи мецената С. Т. Морозова получил возможность переехать в Париж и пройти обучение в студиях Л. С. Берштейна-Синаева и Ж. А. Энжальбера; с 1906 года ученик и помощник великого французского скульптора Огюста Родена.
Работы С. Н. Судьбинина — «Сизиф», «Керубини на покое», «Максим Горький», «Анна Павлова», «Федор Шаляпин», «Шаляпин в роле Ромео», «Леонид Собинов» — по выражению А. В. Амфитеатрова становились «гвоздём скульптурных выставок» в Париже. Произведения скульптора неоднократно выставлялись и в других городах мира: Москве и Петербурге (регулярно с 1906 по 1916 года), Берлине, Венеции, Мюнхене, Риме, Нью-Йорке, Вашингтоне.
В 1908 г., будучи в гостях у дирижёра С. А. Кусевицкого в Биарриц, выполнил скульптурный портрет композитора А. Н. Скрябина. В 1913 году С. Н. Судьбинин исполнил для Императорского фарфорового завода в Петербурге цикл статуэток артистов.
После революции 1917 года уехал в эмиграцию. Жил в Париже. В 1922—1924 гг. провел в США.
В 1930-е годы занимался художественной керамикой: декоративная посуда, различные фигурки животных и т. д.
Многие его произведения этого периода были приобретены Музеем декоративных искусств в Париже и музеем Керамики в Севре. Работы Судьбинина разных лет имеются также в Русском музее, Третьяковской галерее, в Театральном музее имени А. Бахрушина, музее МХАТа, Музее А. М. Горького в Москве и Нижнем Новгороде.
Умер С. Н. Судьбинин в Париже 1 ноября 1944 года.
Архив Серафима Николаевича Судьбинина через много лет был перевезён в Москву и сдан в РГАЛИ.